# Mira Mladějovská
Mira Mladějovská (* 3. März 1899 in Prag; † 9. Januar 1969 ebenda) war eine tschechoslowakische Kunsthistorikerin, Museums- und Archivleiterin in Cheb in Westböhmen.

## Leben
Mira Mladějovská war die Tochter des Arztes Vladislav Mladějovský (* 1866 in Prag; † 1935), Professor für Balneologie an der Karls-Universität Prag und Badearzt in Mariánské Lázně. Sie studierte an der Philosophischen Fakultät der Karls-Universität Prag Kunstgeschichte wurde zur Doktorin der Philosophie promoviert und war wissenschaftlich tätig.
Nach Ende des Zweiten Weltkriegs übernahm Mira Mladějovská von dem seit Mitte 1945 eingesetzten Verwalter Jan Kubín die Leitung des Museum Cheb und des Stadtarchivs und wurde Nachfolgerin von Heribert Sturm, welcher als Heimatvertriebener nach Bayern ging. Sie verwaltete in Zusammenarbeit mit der Nationalgalerie Prag und dem Maler Bojmír Hutta eine Gemäldegalerie im Rathaus (Cheb).  Ihre letzten Lebensjahre verbrachte sie in Miltigau (Milíkov u Mariánských Lázní) bei Marienbad.

## Wirken
Mira Mladějovská war die Verfasserin einer Bibliographie und eines Verzeichnisses der Kulturdenkmäler der Stadt Eger (Cheb) und des Egerlands, die nach dem Mai 1945 und der zunächst wilden, dann durch die Benesch-Dekrete legalisierten Vertreibung der deutschsprachigen Bevölkerung, dem Zustrom und wieder Wegzug von Neusiedlern, dem Verfall überlassen wurden. Ihre Aufstellung förderte die Organisation grenzüberschreitender Initiativen zum Erhalt und Wiederaufbau.
Sie war Herausgeberin der Buchreihe Chebské pověsti (Legenden aus Eger), Verlag des Bezirksrates Cheb, und veröffentlichte Beiträge aus Urkundenbeständen des Archivs Cheb zu einer bruchstückhaft erhaltenen Verslegende der Agnes von Böhmen, Äbtissin in Prag, Gründerin des Ritterordens Kreuzherren mit dem Roten Stern und dem Vladyken Hroznata von Ovenec, dem Gründer des Stifts Tepl bei Cheb und des Klosters Chotieschau (Kloster Chotěšov) bei Plzeň durch den Orden der Prämonstratenser.

## Werke
(Auswahl)
- Bibliografie Chebska. 1. díl, Město Cheb. 2. díl, Okres Cheb. 3. díl, Obce Chebska (mehrteilige Bibliographie von Cheb und Umgebung), zusammengestellt, Okresní rada osvětová, Cheb, 1948
- Legenda o blahoslavené Anežce: Chebské zlomky (Legende über die selige Agnes: Splitter aus Cheb), Prag 1948
- Hroznatův zázrak (Hroznatas Wunder), Okresní rada osvětová, Cheb, 1948